# Christoph Völkner
Christoph Völkner, auch Völckner oder Volcnerus, (* 22. Oktober 1587 in Friedland in Ostpreußen; † 31. Dezember 1654 in Königsberg) war ein deutscher Ratsherr, Pädagoge und Richter in Königsberg. Weiterhin war er als Sänger tätig und verfasste Lyrik in lateinischer Sprache.

## Leben
Völkner entstammt dem Friedländer Patriziat. Seine Eltern waren der Vizebürgermeister und Kirchenvorsteher zu Friedland, Christoph Völkner und dessen Gemahlin Anna Wilhelmine Völkner. Unter dem Kapellmeister Johannes Krocker wurde er 1608 zum Präzentor in Königsberg und studierte ab dem Wintersemester 1614/15 Rechtswissenschaften an der Universität Wittenberg. Nach dem Abschluss des Studiums kehrte er nach Königsberg zurück und wurde am 17. Juli 1621 als Nachfolger von Jeremias Nigrinus zum Konrektor der Kneiphöfischen Domschule ernannt. 1630 verließ er den Schuldienst und wurde im Löbenicht Gerichtsherr sowie bald darauf Ratsherr. Völkner bekleidete das Richteramt und die Stellung im Stadtrat bis zu seinem Tod.
Der ostpreußische Dichter Simon Dach verfasste anlässlich Völkners erster Hochzeit 1630 und seines Todes 1655 zwei Gedichte.

## Familie
Völkner ging in seinem Leben insgesamt drei Ehen ein:
- I. Ehe (17. Juni 1630) mit Regina Kreuschner (* 20. Januar 1590), Tochter des Eustachius Liebass und Witwe des Bürgers David Kreuschner (beide aus der Altstadt (Königsberg))
- II. Ehe mit Anna Baumgart, Witwe des Gerichtsverwandten des Löbenichts Martin Schwenn
- III. Ehe (1650) mit Maria Maack (auch Regina Mahck genannt), Tochter des Bürgers Hieronymus Maack aus der Altstadt (Königsberg)

Aus erster Ehe ging ein Sohn hervor, der früh verstorben ist. Die zweite Ehe war kinderlos und nur der letzten Ehe entstammt eine Tochter, welche Völkner überlebt hat.